# Lotario II di Stade
Lotario II (874 – Lenzen, 4 o 5 settembre 929) fu conte di Stade.

## Biografia
Era figlio di Lotario I, conte di Stade, e Oda di Sassonia, forse figlia di Liudolfo di Sassonia. Lotario era il bisnonno del vescovo e cronista Tietmaro di Merseburgo, ed è spesso confuso con l'altro bisnonno di Tietmaro con lo stesso nome che era invece conte di Walbeck.
Lotario morì nel 4 o 5 settembre del 929 combattendo gli slavi nella battaglia di Lenzen, così come il già citato Lotario I, conte di Walbeck. Tietmaro descrive i suoi bisnonni (chiamati Liutario nella sua Cronaca), come "distinti, ottimi guerrieri, famosissimi di stirpe consolazione della patria".

## Matrimonio e figli
Lotario sposò Swanhild di Sassonia e ebbero quattro figli:
- Enrico I il Calvo, conte di Stade;
- Gerberga di Stade;
- Sigfrido I, conte di Stade.

Alla sua morte, a Lotario succedette, come conte di Stade, Wichmann I il Vecchio.

## Ascendenza
|                     |                      |                   | Genitori |  |  | Nonni |  |  | Bisnonni |  |
|                     |                      |                   |          |  |  | …     |  |  | …        |  |
|                     |                      |                   |          |  |  | …     |  |  | …        |  |
|                     |                      | …                 |          |  |  | …     |  |  |          |  |
| Lotario I di Stade  |                      |                   |          |  |  | …     |  |  |          |  |
|                     |                      | …                 | …        |  |  |       |  |  |          |  |
|                     |                      | …                 | …        |  |  |       |  |  |          |  |
|                     |                      | …                 | …        |  |  |       |  |  |          |  |
| Lotario II di Stade |                      | …                 |          |  |  |       |  |  |          |  |
|                     | Liudolfo di Sassonia | Bruno di Sassonia |          |  |  |       |  |  |          |  |
|                     | Liudolfo di Sassonia | Bruno di Sassonia |          |  |  |       |  |  |          |  |
|                     | Liudolfo di Sassonia | Gisla di Verla    |          |  |  |       |  |  |          |  |
| Oda di Sassonia     | Liudolfo di Sassonia |                   |          |  |  |       |  |  |          |  |
|                     |                      | Oda Billung       | …        |  |  |       |  |  |          |  |
|                     |                      | Oda Billung       | …        |  |  |       |  |  |          |  |
|                     |                      | Oda Billung       | …        |  |  |       |  |  |          |  |
|                     |                      | Oda Billung       |          |  |  |       |  |  |          |  |